# اکپینار، بارتین
اکپینار، بارتین (به لاتین: Akpınar, Bartın) یک منطقهٔ مسکونی در ترکیه است که در استان بارتین واقع شده‌است.

## خصوصیات
اکپینار ۶۷۰ نفر جمعیت دارد.